# 津和野町立青原小学校
津和野町立青原小学校（つわのちょうりつ あおはらしょうがっこう）は、島根県鹿足郡津和野町にある、公立小学校。

## 沿革
- 1875年（明治8年）3月15日 - 村費により小学校を創立[1]。
- 1882年（明治15年） - 校名「石見国141番学区公立青原小学校」と定める。
- 1900年（明治33年） - 高等科を併置し、「青原村尋常小学校」と改める。
- 1941年（昭和16年）4月1日 - 国民学校令により青原村立青原国民学校と改称。
- 1947年（昭和22年）4月1日 - 学制改革により青原村立青原小学校と改称。
- 1954年（昭和29年）4月1日 - 町村合併により日原町立青原小学校と改称。
- 1978年（昭和53年） - 柳小学校を統合する。
- 2005年（平成17年）9月25日 - 津和野町との合併により津和野町立青原小学校と改称。

## 通学区域
- 柳村、冨田、青原及び添谷の区域

## 進学先中学校
- 津和野町立日原中学校

## 交通アクセス
- 西日本旅客鉄道（JR西日本）山口線 東青原駅より950m。